# Бугор (Астраханская область)
Бугор — посёлок в Харабалинском районе Астраханской области России. Входит в состав Сасыкольского сельсовета.

## География
Посёлок находится в центральной части Астраханской области, на левом берегу реки Ахтубы, вблизи места выделения из неё реки Ашулук, на расстоянии примерно 27 километров (по прямой) к северо-западу от города Харабали, административного центра района. Абсолютная высота — 8 метров ниже уровня моря. 

Климат умеренный, резко континентальный. Характеризуется высокими температурами летом и низкими — зимой, малым количеством осадков, а также большими годовыми и летними суточными амплитудами температуры воздуха.

## Население
| 2002 | 2010 |
| ---- | ---- |
| 339  | ↘303 |

По данным Всероссийской переписи, в 2010 году численность населения посёлка составляла 303 человек (148 мужчин и 155 женщин). Согласно результатам переписи 2002 года, в национальной структуре населения русские составляли 72 %.
| Национальность | Численность (2010) | Процент |
| -------------- | ------------------ | ------- |
| Русские        | 214                | 72,3%   |
| Казахи         | 29                 | 9,8%    |
| Азербайджанцы  | 16                 | 5,4%    |
| Чеченцы        | 15                 | 5,1%    |
| Узбеки         | 7                  | 2,4%    |
| Марийцы        | 6                  | 2%      |
| Корейцы        | 5                  | 1,7%    |
| Татары         | 4                  | 1,4%    |
| Всего          | 296                | 100%    |

## Транспорт
Через посёлок проходит автодорога Волгоград — Ахтубинск — Астрахань. К востоку от Бугра пролегает Приволжская железная дорога.

## Улицы
Уличная сеть посёлка Бугор состоит из 5 улиц и 3 переулков.